# André Eglevsky
André Eglevsky (21 décembre 1917 à Moscou - 4 décembre 1977 à Elmira (New York)) est un danseur et professeur de ballet né en Russie. À partir de 1932, il danse pendant plusieurs années avec le Ballet russe de Monte-Carlo, ainsi qu'avec d'autres troupes en Europe et à New York. Il obtient la nationalité américaine à la fin des années 1930 et danse avec l'American Ballet Theatre et le New York City Ballet. Il arrête les représentations en 1958, crée sa propre école de ballet et fonde la Eglevsky Ballet Company à New York. André Eglevsky meurt en 1977 d'une crise cardiaque à New York, peu avant ses 60 ans.

## Jeunesse et formation
Eglevsky est né à Moscou. Après la Révolution, à l'âge de 8 ans, il émigre en France avec sa mère. Eglevsky étudie le ballet à Nice, où il est formé par Julia Sedova et Maria Nevelskaya. Il étudie ensuite à Paris aux côtés de Maria Nevelskaya, Lioubov Iegorova, Mathilde Kschessinska, Alexandre Volinine, Olga Preobrajenska et Leon Woitzikowski, puis à Londres avec Nicolas Legat. Il a également étudié à la School of American Ballet à New York.

## Carrière
André Eglevsky fait ses débuts aux Ballets russes de Monte-Carlo en 1932 et y reste jusqu'en 1937. À cette date, il part aux États-Unis et se produit avec l'American Ballet Theatre jusqu'en 1938.
Il revient alors en France et retrouve les Ballets russes de Monte-Carlo jusqu'en 1942, date à laquelle il retourne à l'American Ballet jusqu'en 1943. Il y revient également en 1945 pendant un an.
En 1944, il travaille avec le marquis de Cuevas au Ballet International puis au Grand Ballet de Monte-Carlo de 1947 à 1950.
En 1951, il rejoint le New York City Ballet et y reste jusqu'en 1958.
En 1955, il fonde son école à Massapequa. Il se consacre à l'enseignement dans cette école et à la School of American Ballet (de 1958 à 1968).
En 1961, il fonde la Eglevsky Ballet Company, troupe regroupant ses élèves, dont sa fille, Marina Eglevsky, et Fernando Bujones.
Reconnu pour son travail avec Fokine, il crée des pièces de Léonide Massine et de George Balanchine. En 1952, il danse dans de film Les Feux de la rampe de Chaplin. Il travaille aussi au Radio City Music Hall, à Broadway, pour le musical Great Lady.

## Vie privée
André Eglevsky se marie avec la danseuse Leda Anchutina Eglevsky à la fin des années 1930. Ils ont trois enfants, deux garçons et une fille, Marina, elle-même danseuse.